# Daniele Angeloni
Daniele Angeloni (Bergamo, 29 agosto 1875 – Milano, 1º novembre 1957) è stato un dirigente sportivo, allenatore di calcio e calciatore italiano, di ruolo centrocampista.
Nel 1899 fu tra i soci fondatori del Milan, di cui fu segretario dal 1902 al 1905 e dirigente dal 1905 al 1908. Il fratello Francesco fu anch'egli un dirigente del club rossonero.

## Carriera
Angeloni fu nella rosa dei rossoneri per cinque stagioni, dal 1901 al 1905, durante le quali vinse per tre volte la Medaglia del Re e un titolo nazionale; con i rossoneri disputò in totale 9 partite ufficiali.
Nel maggio 1902 partecipò con i rossoneri al torneo calcistico del campionato nazionale di ginnastica; dopo aver superato il L.R. Vicenza in semifinale, si aggiudicò la vittoria ex aequo con l'Andrea Doria al termine della finale contro i genovesi, terminata a reti bianche, nonché il titolo di campione d'Italia, la Coppa Forza e Coraggio e la Corona di Quercia.
Dopo aver concluso la carriera di calciatore, nel 1907 divenne allenatore del Milan, vincendo il campionato dello stesso anno.

## Palmarès

### Calciatore

#### Club

##### Competizioni nazionali
- Campionato italiano: 1

Milan: 1901

##### Altre Competizioni
- Torneo FGNI: 1

Milan: 1902
- Medaglia del Re: 2

Milan: 1901, 1902

### Allenatore

#### Club

##### Competizioni nazionali
- Campionato italiano: 1

Milan: 1907